# Ro Laren
Ro Laren est un personnage de l’univers de fiction de Star Trek, et plus particulièrement de la série Star Trek : La Nouvelle Génération, interprété par l'actrice Michelle Forbes. 

## Biographie
Citoyenne bajorane, elle servit dans Starfleet à bord du vaisseau de la Fédération l'Enterprise NCC-1701-D. Les dernières nouvelles la concernant la situaient au sein d’un groupe rebelle du Maquis dans la Zone démilitarisée.
Comme tous les Bajorans, son nom de famille est placé en première position, son prénom en second. Quelques Bajorans ont choisi d’énoncer leur nom dans le style terrien, c’est-à-dire dans le sens prénom-nom, mais Ro s’y est refusée. 
Née le 17 janvier 2340 de Ro Gale et Ro Talia, Ro Laren est une enfant de la diaspora bajorane, une parmi les milliers de personnes de son peuple maintenues en camps de réfugiés par les Cardassiens durant leur occupation de Bajor. 
À l’âge de 7 ans, elle est mise au contact de la violence de l’occupation cardassienne lorsqu’on la force à assister à la torture à mort de son père par un officier cardassien. 
Ro intègre l’académie de Starfleet en 2358 et en ressort diplômée en 2364. Elle reçoit alors une affectation d’enseigne sur le vaisseau Wellington. Accusée de désobéissance aux ordres ayant causé la mort de huit membres de son équipe, elle est incarcérée sur Garon II avant de retrouver une affectation sur l’Enterprise NCC-1701-D de 2368 à 2369. Elle suit l’entraînement tactique de Starfleet de 2369 à 2370 sous les ordres du lieutenant-commandant Chakotay, puis est affectée à nouveau mais comme lieutenant chargée de la sécurité sur l'Enterprise NCC-1701-D. Elle démissionne alors pour rejoindre les rebelles du Maquis. Elle réapparait dans Star Trek Picard 30 ans plus tard où elle est chargée en tant que commandeur d’investiguer le détournement par l’amiral Picard et du capitaine Riker de l’USS Titan-A. Lors de l’interrogatoire avec l’amiral, elle indique s’être rendue à Starfleet à la suite de la guerre du Dominion et avoir été recrutée par la section-31, les services de renseignement de l’organisation et y avoir suivi un programme de réhabilitation. Lors de son transfert par navette entre l’USS Titan-A et l’USS Intrepid, elle est piégée à bord de l’appareil par des métamorphs qui ont activé le compte à rebours d’un engin explosif et un appareil de brouillage empêchant toute fuite par téléporteur. Elle décide de diriger la navette en direction d’une nacelle de l’Intrepid. L’explosion de la bombe à bord de la navette entraine son décès, ainsi que l’endommagement de l’Intrepid, permettant la fuite du Titan-A.

## Épisodes notables
- Star Trek : La Nouvelle Génération
  - L’Enseigne Ro (Enseign Ro) (première apparition)
  - Énigme (Conundrum)
  - Causes et effets (Cause and Effect)
  - Déphasage (The Next Phase)
  - Les Petites Canailles (Rascals)
  - Attaque préventive (Pre-emptive Strike)
- Star Trek : Picard 
  -   Imposteurs   (Imposters )